# Winnebago Industries
Winnebago Industries, Inc. (que cotiza en la Bolsa de Nueva York como "WGO") es un fabricante de autocaravanas, un tipo de vehículo recreacional, en los Estados Unidos. Tiene su sede en Forest City, Iowa.

## Historia de la empresa

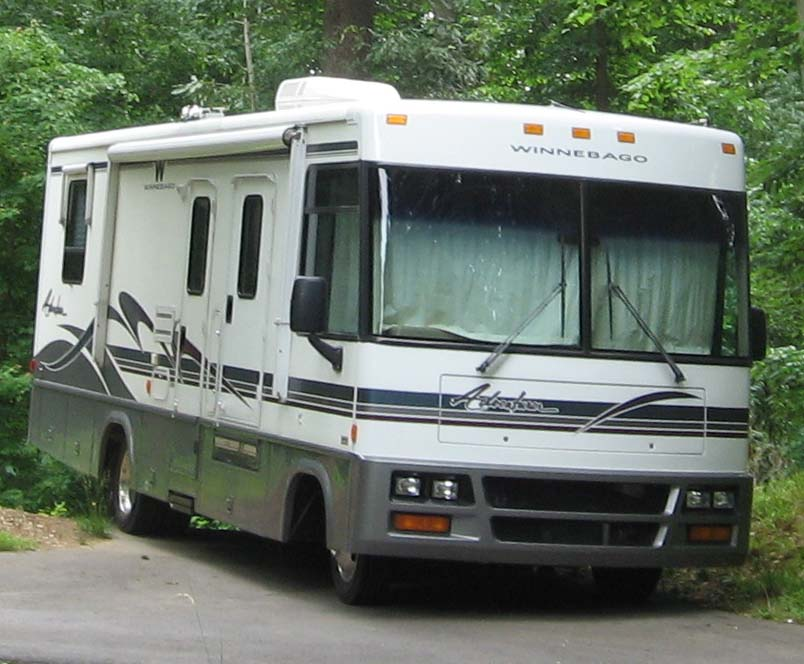
Winnebago Adventurer (1998–1999).

La compañía fue fundada por John K. Hanson, un empresario que vivió en Forest City, Iowa, el 12 de febrero de 1958. En ese momento, la ciudad, situada en el Condado de Winnebago, Iowa, estaba pasando por una crisis económica, así que Hanson y un grupo de líderes de la comunidad convencieron de que una empresa de California, Modernistic Industries, debería abrir una fábrica de caravanas en un intento por revivir la economía local.
Sobreviviente a un comienzo áspero, toda la operación fue comprada por cinco personas del Medio Oeste, con Hanson sirviendo como presidente. En 1960 el nombre de la compañía fue cambiado a "Winnebago Industries." Para mejorar la calidad, Winnebago Industries fabricó muebles y otros componentes diseñados específicamente para sus caravanas. Una de esas innovaciones fue el "Thermo-Panel", que era un lateral fuerte y liviano, y se convirtió en una característica de los productos subsiguientes de Winnebago.
En 1966, la primera autocaravana salió de las líneas de montaje de Winnebago Industries. Estas caravanas fueron vendidas a un precio de aproximadamente la mitad de lo que era cargado por los modelos de las competidoras, lo que llevó a su ubicuidad y popularidad en la comunidad de caravanas. La marca se ha vuelto sinónimo de "autocaravana" y se utiliza comúnmente como una marca vulgarizada para dichos vehículos, ya sean producidos por la empresa o no.
A lo largo de los años 70 y en los años 80, nombres de los modelos fueron influenciados por la tribu de nativos americanos del mismo nombre e incluyeron "Brave," "Chief Black Hawk," "Indian," "Chieftain," y "Warrior." La mayoría de las caravanas de Winnebago son frecuentemente reconocibles por la letra pintada "w" (también llamado el "vuelo W") en el lado del vehículo, con una franja que conecta la parte anterior y la parte posterior de la caravana.
En 1973, la compañía introdujo un nuevo modelo, el "Minnie Winnie", construido en el chasis de las furgonetas Dodge B-Series. Fue de 19-1/2 pies (5,9 m) de largo (a pesar del nombre, más largo que el modelo más corto de la marca "Bravo"). Modelos más largos se han añadido durante los años. Este modelo continuó (con el chasis de Chevrolet o Ford después de 1980) hasta que el nombre fue retirado después del modelo del año 2006, cuando a los 30 pies (9,1 m), no era exactamente "minnie" más. Como los precios del gas subieron en el tiempo, la compañía hizo disponible modelos más pequeños, tales como el "Winnie Wagon", con un perfil bajo y un pop-top.

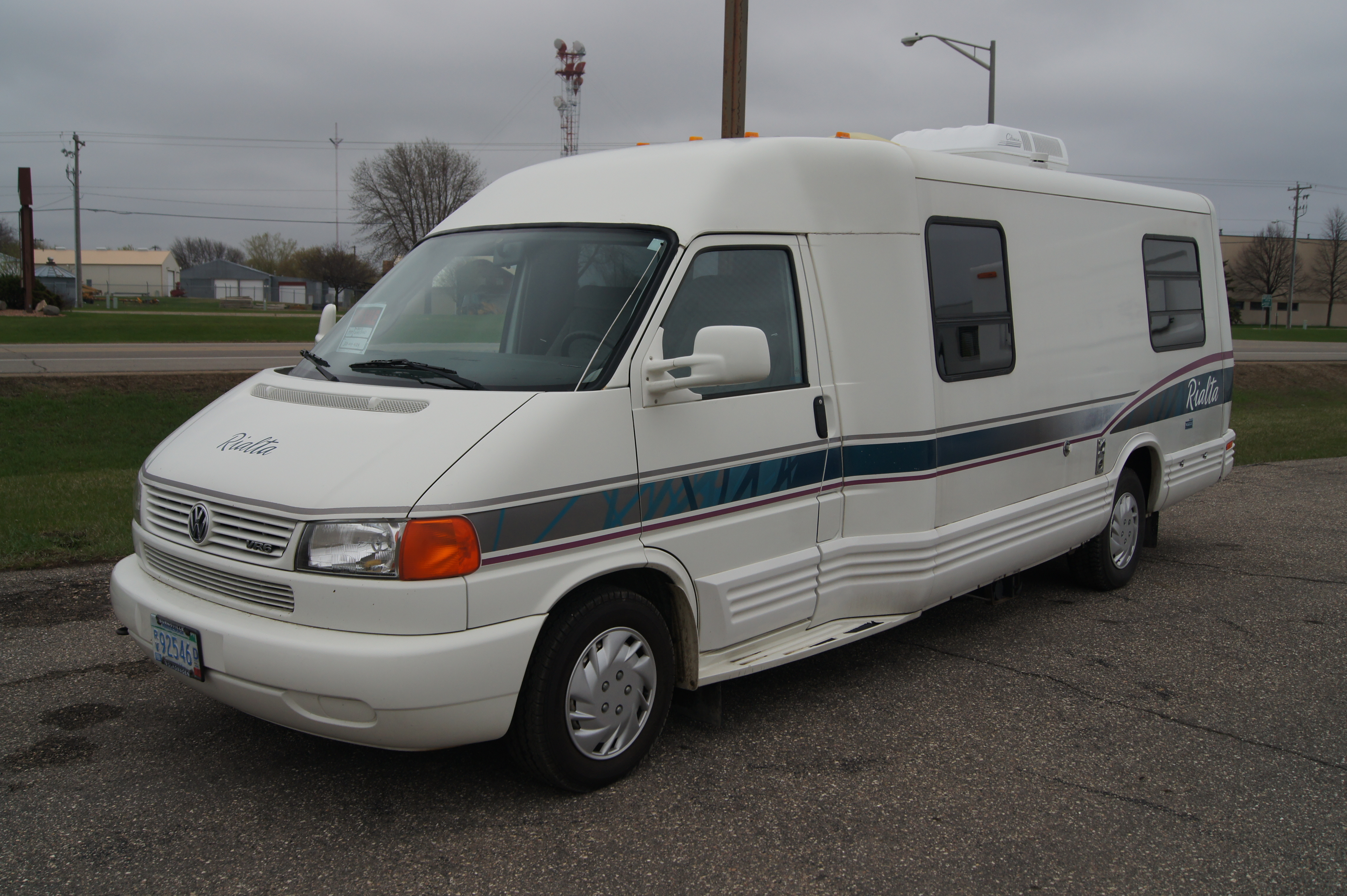
Winnebago Rialta (1997–2005).

La compañía también desarrolló una línea de unidades más pequeñas que eran un poco más grandes que una camioneta de pasajeros, y fueron construidas con diversas carrocerías y centrales eléctricas a partir de dos fabricantes de automóviles y camiones basados en Europa. El "LeSharo" utilizó piezas de Renault, y el "Rialta" tiene una cabina del VW T-4 (también conocido como el "EuroVan"), un motor de 2.5 litros de 5 cilindros, y el motor VR6 de 2.8 litros. A diferencia de la "Rialta", Volkswagen contrató para permitir que las conversiones de caravanas de la T-4 serían hechas por Winnebago Industries, una ruptura radical del uso de la empresa Westfalia, con sede en Alemania, que se había hecho famosa por los modelos Campmobile de VW Type 2 desde la década de 1950 hasta 1991. Winnebago continúa esta tradición hoy con su uso del chasis del Mercedes-Benz Sprinter.
La fábrica de Winnebago Industries en Charles City, Iowa se cerró el 1 de agosto de 2008. Cerca de 270 personas estaban empleadas en la fábrica cuando la producción terminó. De acuerdo con un comunicado de prensa de la empresa, la fábrica en Charles City, Iowa fue cerrada debido a los cambios dramáticos en el mercado desde su inicio en 2004. Los funcionarios de Winnebago acreditaron la disminución a la economía de los EE. UU., el aumento de los precios del combustible, la disminución de la confianza de consumidores, y las dificultades para obtener préstamos. Las ventas minoristas han reducido en porcentajes de dos dígitos en siete de los últimos ocho meses para la industria. Sin embargo, en 2009, un departamento de maderas duras y un departamento "B-Van" ha reabierto y ahora emplean a alrededor de 150 empleados.